# Osterby (Kreis Rendsburg-Eckernförde)
Osterby település Németországban, Schleswig-Holstein tartományban. Lakosainak száma 1065 fő (2023. december 31.).

## Népesség
A település népességének változása:
| Lakosok száma | 610  | 930  | 982  | 989  | 1081 | 1093 | 1065 |
|               | 1975 | 2014 | 2017 | 2019 | 2021 | 2022 | 2023 |